# Crévéchamps
Crévéchamps (1793 noch mit der Schreibweise Crévéchamp) ist eine französische Gemeinde mit 348 Einwohnern (Stand 1. Januar 2022) im Département Meurthe-et-Moselle in der Region Grand Est (bis 2015 Lothringen). Sie gehört zum Arrondissement Lunéville und zum Gemeindeverband Meurthe Mortagne Moselle.

## Geographie

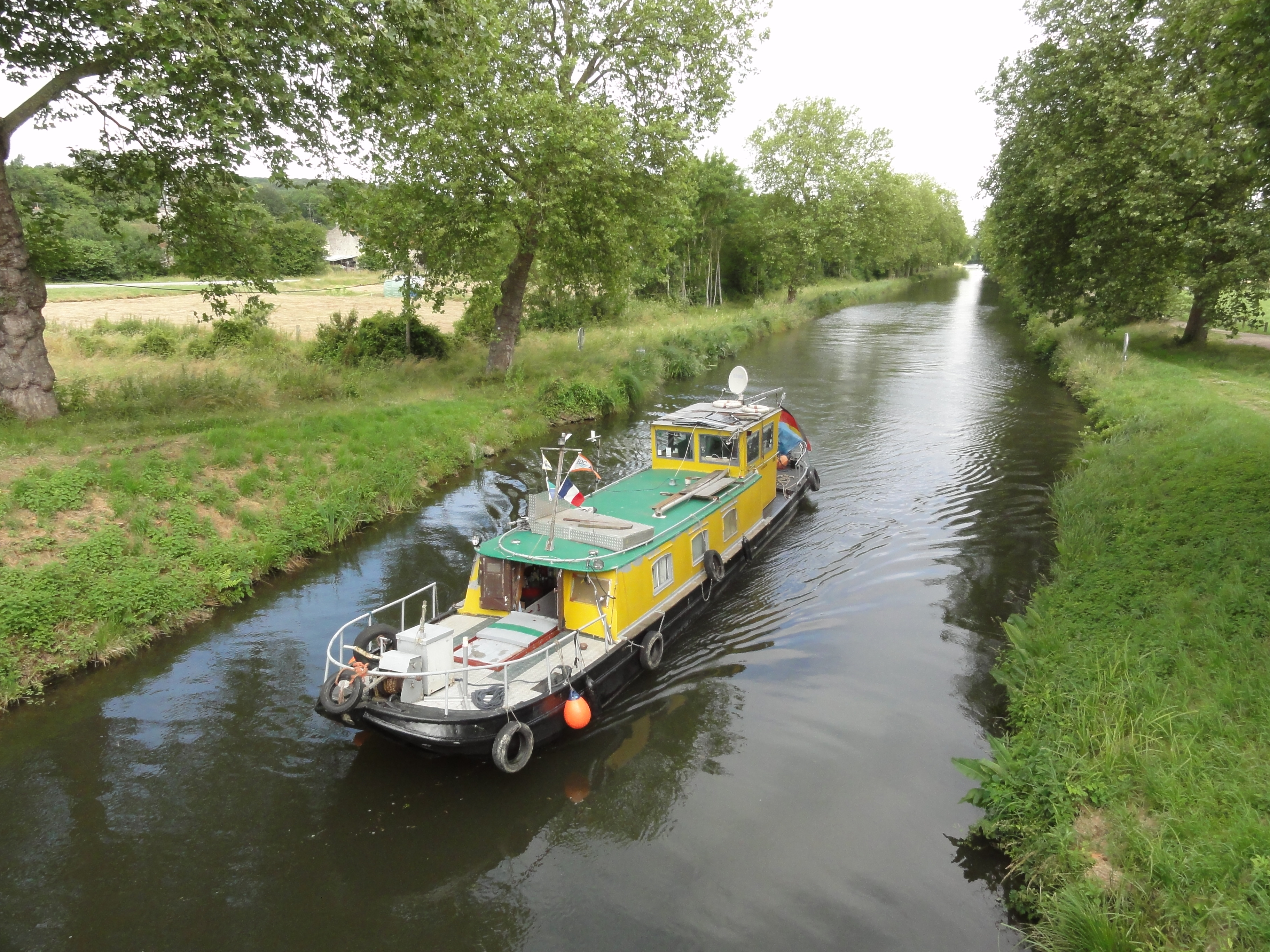
Canal des Vosges bei Crévéchamps

Die Gemeinde Crévéchamps liegt an der Kreuzung mehrerer Straßen am linken Ufer der Mosel, rund 20 Kilometer südsüdöstlich von Nancy und rund 18 Kilometer südwestlich von Lunéville. Links, parallel zur Mosel verläuft der Canal des Vosges, der in Crévéchamps den Mosel-Zufluss Orvillers überquert. Über die Hälfte der Fläche der Gemeinde wird landwirtschaftlich genutzt, knapp 20 % ist bewaldet. 
Nachbargemeinden von Crévéchamps (im Uhrzeigersinn, von Norden beginnend) sind: Tonnoy, Velle-sur-Moselle, Haussonville, Saint-Mard, Saint-Remimont und Benney.

## Toponymie und Geschichte
Nahe dem heutigen Ort des Dorfes gab es bis ins 16. Jahrhundert eine Dorfstelle namens Urville (Orvillare). Das Dorf Crévéchamps wurde in der Spätantike von Gallorömern als Crépatus Campus gegründet, was vom lateinischen crepa = Ziege abgeleitet sein könnte. 
Der Flurname La Garenne im Süden der Gemeinde war ein Jagdgebiet, benannt nach der Einsiedelei La Garenne am südlichen Rand des Gemeindegebietes (heute ein Bauernhof). Die beiden Einsiedlerbrüder behüteten dort ein Votivbild mit dem Marientitel Unsere Liebe Frau der Gnaden. Alsbald stellten sich in der Einsiedelei Wallfahrer ein. Die Statue wurde in die 1774 geweihte Dorfkirche gebracht, die heute noch am 2. Juli eines jeden Jahres das Ziel von Wallfahrern ist.
Im Wappen der Gemeinde ist mit dem brennenden Berg das Zeichen des Marquis von Neuviller verewigt, zu dessen Herrschaft Crévéchamps gehörte. Der Krummstab symbolisiert die frühere Abhängigkeit von der Abtei in Flavigny.

## Bevölkerungsentwicklung
| Jahr                       | 1962 | 1968 | 1975 | 1982 | 1990 | 1999 | 2011 | 2021 |
| Einwohner                  | 238  | 247  | 271  | 262  | 298  | 304  | 339  | 365  |
| Quellen: Cassini und INSEE |      |      |      |      |      |      |      |      |

Im Jahr 1836 wurde mit 407 Bewohnern die bisher höchste Einwohnerzahl ermittelt. Die Zahlen basieren auf den Daten von cassini.ehess und INSEE.

## Sehenswürdigkeiten
- Kirche Mariä Himmelfahrt (Église de l’Assomption)

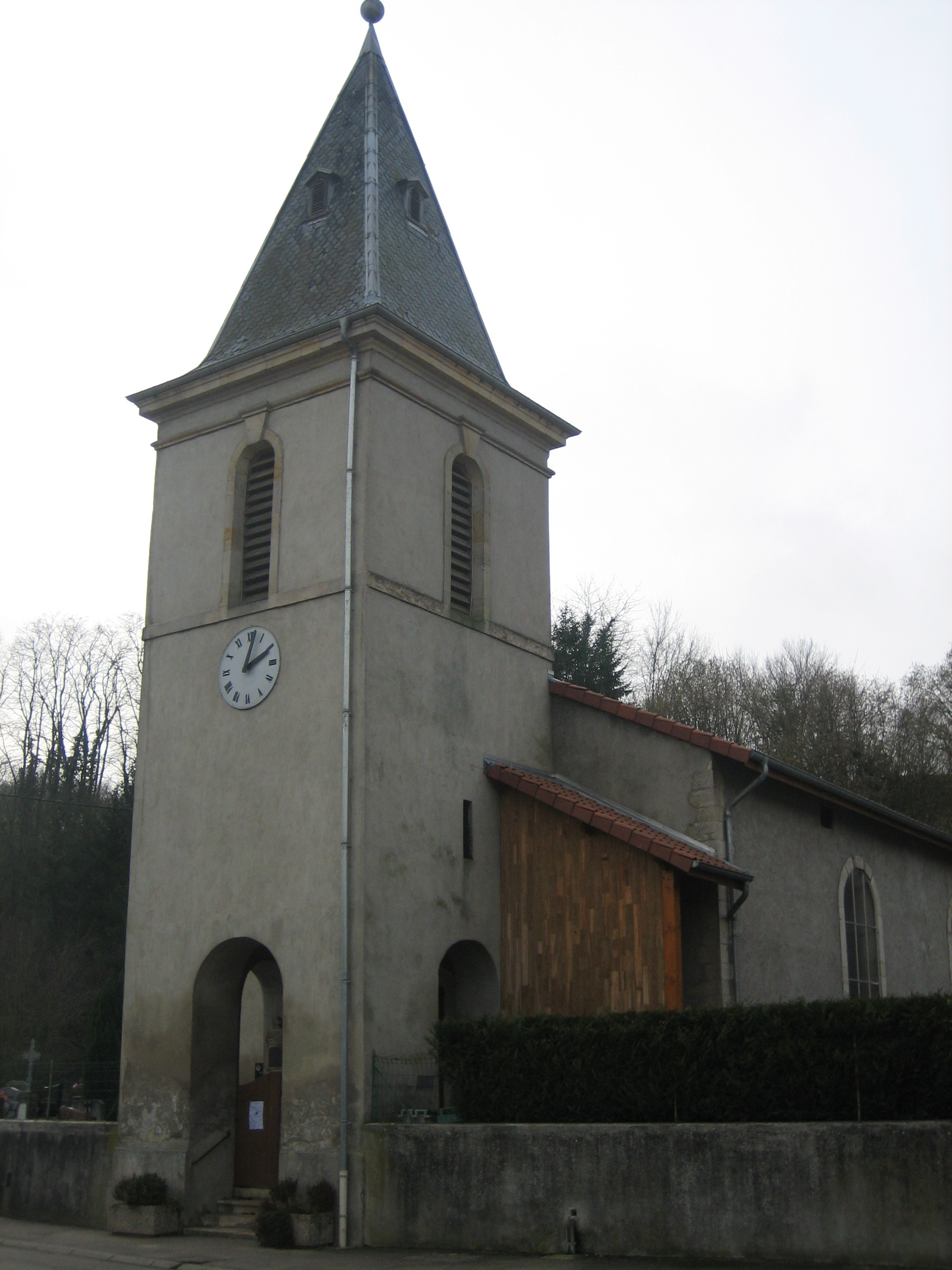
Turm der Kirche Mariä Himmelfahrt
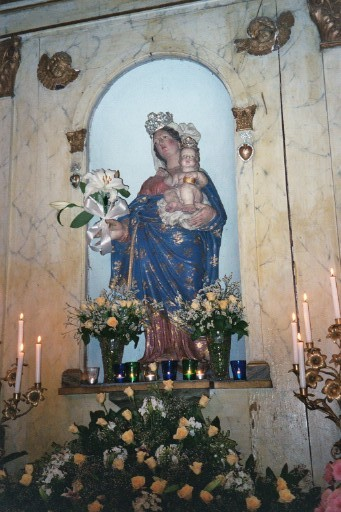
Statue Unserer Lieben Frau der Gnaden in der Kirche Mariä Himmelfahrt
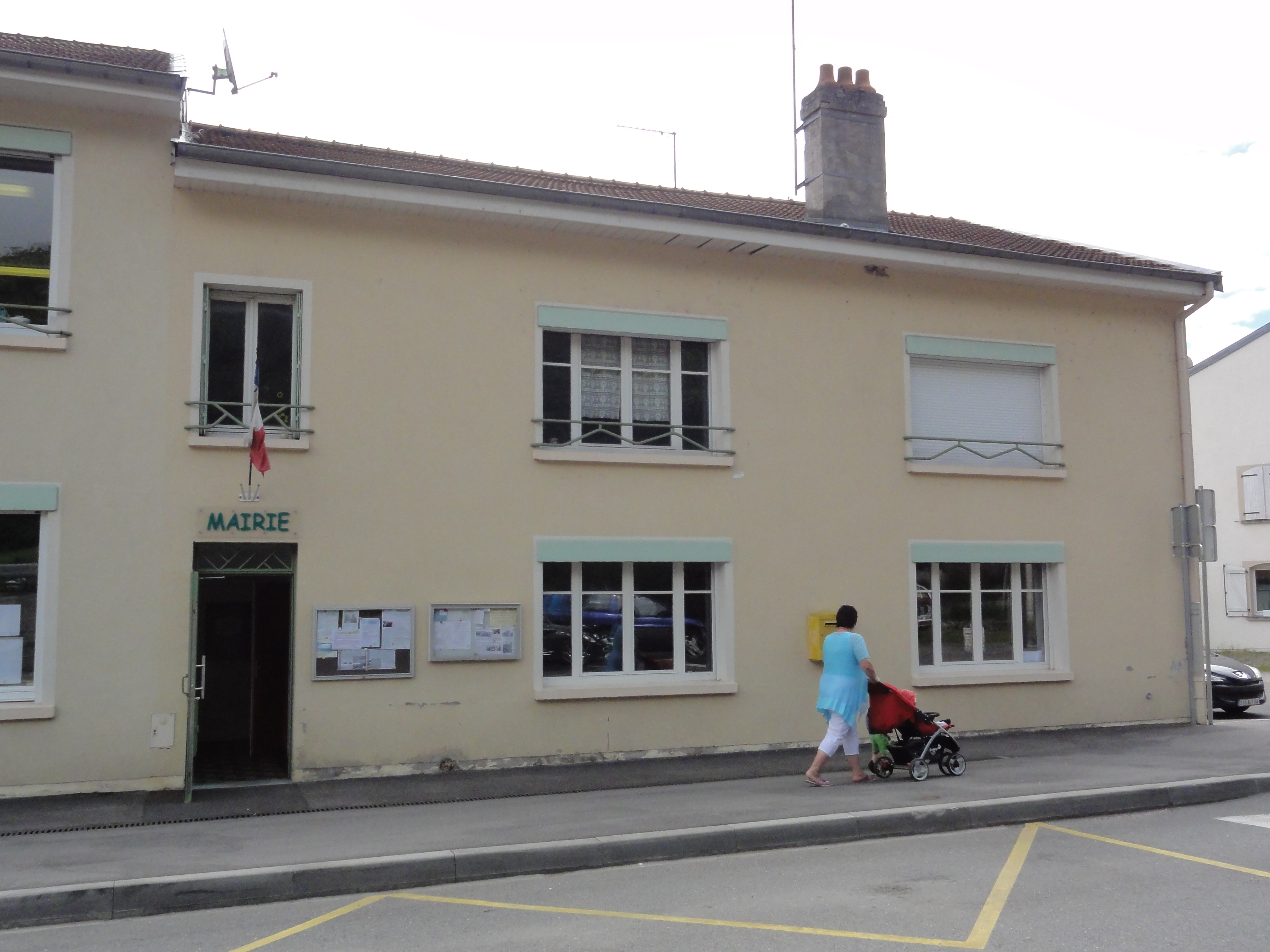
Mairie Crévéchamps

## Wirtschaft und Infrastruktur
In der Gemeinde Crévéchamps sind vier Landwirtschaftsbetriebe ansässig (unter anderem Pferdezucht).
Durch die Gemeinde Crévéchamps führt die Route départementale D 570 von Ludres nach Charmes. Wenige Kilometer westlich verläuft die autobahnartig ausgebaute RN 57 von Nancy nach Épinal. Im elf Kilometer entfernten Rosières-aux-Salines besteht ein Anschluss an die Autoroute A 33. Der elf Kilometer östlich gelegene Bahnhof von Damelevières liegt an der Bahnstrecke Paris–Strasbourg.

## Belege
1. ↑  Ortsname auf cassini.ehess.fr
2. ↑  Crévéchamps auf cassini.ehess
3. ↑  Crévéchamps auf INSEE
4. ↑  Landwirtschaftsbetriebe auf annuaire-mairie.fr (französisch)